# Extraordinary Merry Christmas
Extraordinary Merry Christmas es el novemo episodio de la tercera temporada de Glee. Fue esctito por Marti Noxon Y dirigido por Matthew Morrison fue lanzado al aire el 13 de diciembre de 2011 en la cadena televisiva Fox. 
Nueve canciones son interpretados en el episodio, ocho de los cuales están en la banda sonora de Glee: The Music, The Christmas Álbum Volume 2.. El episodio tiene el mismo nombre que una canción original de ese álbum,  "Extraordinary Merry Christmas".
"Extraordinary Merry Christmas" fue visto por 7.13 millones de televidentes estadounidenses y obtuvo una cuota en pantalla del 3.0/8 en el sistema Nielsen Rating

## Sinopsis
El episodio comienza con Mercedes cantando "All I Want for Christmas Is You", y todos los miembros de New Directions adornando la sala de música, hasta que ingresa Finn (Cory Monteith) con Rory (Damian McGinty) el interpreta la canción "Blue Christmas" dedicándoselo a su familia por no poder verlo esta Navidad, luego de lo cual Santana se siente mal, diciéndole que es una canción deprimente.
Más tarde vemos a Kurt (Chris Colfer) , Blaine (Darren Criss) y Artie (Kevin McHale) en la oficina de Sue, donde ella les pregunta si podrían cantar en el refugio para personas sin hogar, a lo cual ellos aceptan un poco extrañados por el buen comportamiento de Sue.
Nuevamente en la sala de música, el Sr. Schue les dice a los chicos que han sido invitados a realizar un show de Navidad, el cual será emitido en vivo por televisión nacional, y Artie será el director.
Finalmente comienza la presentación de The Glee Holiday Spectacular, y enseguida Blaine y Kurt cantan "Let It Snow", luego llegan Rachel y Mercedes y los cuatro cantan "My Favorite Things". Posteriormente aparecen Puck y Finn y los dos cantan "Santa Claus Is Coming To Town". Más tarde llegan Brittany, Mike, Tina, Santana y las Cheerios, y hacen su presentación de "Christmas Wrapping". Hacia el final del show, aparece Rory disfrazado de duende de Navidad, quien tenía asignada la tarea de leer el cuento de Frosty, pero sin embargo, Rory decide leer un pasaje de la Biblia que les recuerda a todos de que se trata realmente la Navidad. Luego vemos a Sam y Quinn que fueron los únicos que se negaron a hacer el show, y en su lugar decidieron apoyar la iniciativa de Sue, y por lo tanto, están sirviendo comida en el refugio para gente sin hogar, junto a Sue.
Quinn (Dianna Agron) y Sam se encuentran en el refugio para desamparados con Sue, ayudando a servir la comida que está desapareciendo rápidamente, cuando llega a New Directions, tarde, con más comida y regalos de algunos. El club de coro canta "Do They Know Es Navidad?" para la gente de allí. De regreso en McKinley, Rachel tiene un cambio de corazón y los nombres de Finn regalo cerda "Bárbara". Finn no darle los pendientes que ella quería, pero en última instancia, los devuelve y devuelve el iPod le dio: que donar el dinero a la caldera del Ejército de Salvación atendido por Sam y Rory, y quedarse a ayudar.

## Recepción

### Críticas
Los críticos fueron percibidos en sus reacciones ante el episodio, aunque la mayoría parecía estar de acuerdo con que era, como lo expresó Jen Chaney del diario The Washington Post , "pesado en la música navideña y extremadamente ligero en el argumento". Raymund Flandez del Wall Street Journal lo calificó como "confuso" y John Kubicek de BuddyTV un "desastre total", aunque este último también lo caracterizó como "absurdamente entretenido". Kevin P. Sullivan de MTV dijo que era "uno de los episodios más confusos de Glee". Denise Martin y Kate Stanhope de TV Guide describió como "extrañamente fascinante, divertido y un poco raro, incluso para Glee", y Amy Reiter, de Los Angeles Times escribió que "la tristeza y la alegria estaban en perfecto equilibrio y el factor cursi fue alto".
Varios críticos de la prensa aprobaron el especial de televisión en blanco y negro que abarcó la mitad del episodio. Robert Canning de IGN lamentó que "las cosas buenas" fue sustentada con "historias del mundo real intrascendentes y torpes", y Erica Futterman de Rolling Stone comento "hubiera preferido" que todo el episodio sea el "show dentro del show". Kevin Fallon de The Atlantic llamó a los segmentos medios "una carta de amor a los especiales de Judy Garland que se honró" y dijo que era una "jugada audaz" para una serie  juvenil, y Rae Votta de Billboard pensó que el "homenaje fue un ejemplo brillante de lo que Glee puede hacer". Kubicek, por su parte, se quedó frío por el "argumento inútil y sin el especial de Navidad", y Flandez llama la actuación durante la misma "casual". Crystal Bell del Huffington Post dijo que era "tan raro como suena", pero ella como Fallon, describió al especial como un "paso valiente". Todd VanDerWerff del The AV Club señaló que si bien se trataba de una "parodia en tono perfecto" de los especiales de Judy Garland y Star Wars, el problema inherente es que los originales eran "ya bastante horrible".
El personaje de Rachel, especialmente su codicia de Navidad a pesar de aer judía, fue señalado por la crítica en muchos comentarios. VanDerWerff escribió que el episodio "dependía en torno a Rachel al estar muy entusiasmado con lo que iba a llegar para Navidad, a pesar de que ella es judía", y su final de episodio grito de "¡Feliz Janucá" fue una "mancha de última hora" para "quedar fiel a los personajes". Sullivan también habló de su caracterización y señaló que era " un personaje que hace un punto de su herencia judía a menudo". Y añadió: "ella era básicamente horrible enfrentando a su personaje durante todo el episodio, por lo que podría llegar a darse cuenta de que ella era horrible y cambiar sus maneras". Bell criticó lista de regalos de Rachel, como "tan del aerosol y blanquear los dientes" , como "volver a una plaza" después de que su historia nariz-trabajo en la segunda temporada. la contribución de Finn de un cerdo caridad en honor judío de Rachel se consideró "equivocado en al menos dos niveles" por Chaney.
Unos críticos estaban contentos por la nueva amistad entre Rory y Sam. Kubicek dijo que era "oficialmente mi trama favorita de toda la tercera temporada de Glee", y Bell aprobó el segmento, aunque ella dijo que "los escritores no saben cómo utilizarlo", y estaba decepcionado de que su relación fraternal con Finn había "fracasado". Canning y VanDerWerff destacaron la lectura de Rory de la biblia, la cual fue extraído del especial A Charlie Brown Christmas" cuando Linus lee el mismo pasaje, y comento que como a uno lo puede "irritar más", porque «toma un pequeño momento perfectamente hermoso de un especial de televisión casi perfecto» y lo convierte en un «chascarrillo de usar y tirar».
El repentino cambio de comportamiento en este episodio de Sue causó Kubicek preguntar cuando ella se había convertido en "la brújula moral en este programa", y Bell se preguntó, "¿cómo Ryan Murphy espera de nosotros que como un personaje que cambia continuamente", dado que cada vez que parece para ir "en una nueva dirección, se dirige de nuevo a su misma maneras". Kubicek también hizo ese punto que si bien "Sam y Quinn aparentemente hicieron lo correcto al elegir el refugio".

### Respuesta musical
Los revisores en general elogiaron la música en el episodio. Votta escribió que "musicalmente este episodio fue uno de la temporada en general más fuerte", aunque Flandez hace referencia a los "cantos de festibidades aburridos". Sullivan señaló que era "acerca de las canciones y sólo las canciones", y Kubicek sentía que era un intento de "flagrante" de vender discos navideños. Chaney tomó nota de que el número de apertura, "All I Want for Christmas Is You", "sonaba mucho más vibrante y fresco, con Mercedes" en voz principal , Futterman llamó "absolutamente alegre", y que era la canción favorita del episodio para Martin y Stanhope. Votta declaró que "Amber Riley brilla durante todo el episodio", y Sullivan lo calificó como "buenas entregas extraordinarias".
Abby West de Entertainment Weekly escribió que "Rory tiene canto suave" en "Blue Christmas" también comento "fue encantador", y le dio un "B +", y Flandez estuvo de acuerdo con la evaluación en el espectáculo que era "tristemente bella". Futterman dijo que la canción "se adapta perfectamente a su voz", pero no se impresionó con Rory "su interpretación fue con torpeza" a través de la canción; Michael Slezak de TVLine tomó nota de la puesta en escena estática y le dio una "C", y mientras Chaney dijo que cantó "muy bien" y le dio una "C +". La interpretación de Rachel en "River" también recibieron evaluaciones diferentes. Chaney y Slezak le dio una "A-": el comentó que ella "sabe cómo hacer que la emoción en una canción se descargue", y éste le dijo "maldita sea así no sonaba increíble", aunque señaló la incongruencia de Rachel que acaba declaró después de la canción de Rory que uptempo y alegre es el camino a seguir, sólo para cantar esta canción, que es todo lo contrario. VanDerWerff de acuerdo en que no había "ninguna buena razón para que Rachel la cante", y Flandez llamó una" versión olvidable ". La conclusión de Futterman fue que "se siente un poco llamativo y no se conecta emocionalmente".
La canción original "Extraordinary Merry Christmas", recibió críticas en su mayoría decentes de los revisores: Slezak le dio una "B" y lo llamó "divertido", y Sullivan dijo que estaba "bien, para un original de Glee ". Bell señaló que "Blaine y Rachel suenan muy bien juntos", y Martin y Stanhope también elogió sus "actuaciones de espíritu", a pesar de que dijeron que la canción sonaba "muy genérico ". Kubicek fue más duro, y escribió que era una "canción original vergonzosamente horrible", pero mientras Votta lo caracterizó como "una mezcla rara", ella también lo llamó "innegablemente pegadiza".

El número de apertura del blanco y negro "fue especial", "Let It Snow", con Blaine y Kurt, obtuvo la mayoría de los elogios. Slezak le dio una "A" y la describió como una "toma de jazz, uptempo en el clásico de temporada con armonías preciosas y el baile retro", y dijo que rivalizaba con su dúo de Navidad de 2010, "Baby, es exterior frío". Mientras Vicki Hyman de The Star-Ledger disfrutó el número, ella prefiere la ofrenda del año anterior; Flandez llama "Let It Snow" un "trabajo admirable". Futterman lo caracterizó como "tanto esfuerzo y lleno de espíritu de temporada", y Votta dijo que era "un homenaje en el clavo para dúos masculinos de antaño con que el conocimiento de trasfondo de romance, incluso cuando no es explícita ". Chaney le dio una" A ", pero se preguntó por la inclusión de la siguiente canción," My Favorite Things ", ya que" técnicamente no es una canción de fiesta ". El número tampoco fue tan bien recibido como muchos de los otros: de Bell describió como teniendo" un giro para peor ", Hyman señaló que" no hizo demasiado para mí ", y Kubicek dijo que "parecía prolongarse y seguir y seguir con ningún propósito real". Sin embargo, West lo calificó como un "maravilloso esfuerzo" y Slezak escribió que "un poco de Rodgers y Hammerstein es siempre bienvenido a cualquiera parte de la serie"; Ambos revisores dieron el rendimiento una "B +".

Finn y Puck interpretaron "Santa Claus Is Coming to Town" fue recibido tibiamente. Votta se refirió a ella como un "leve balanceo", y Slezak y Chaney tanto le dio un "B-": el primero dijo que era "divertido", pero "no profundamente emocionante" y el segundo lo llamó "competente", pero "no tiene nada especial".  Martin y Stanhope escribieron que "todavía va a pegar de Navidad cursi y poderoso"; que era su tercer número favorito. Su segundo favorito fue el siguiente número, "Christmas Wrapping", cantada por Britany, la cual fue descrito por Flandez como "muy bueno" y Hyman dijo que "sólo podría haber sido mejorado por el baile de Mike Chang". VanDerWerff le calificó la actuación de Morris como "indiferente", y Slezak, que le dio a la canción una "A-", escribió: "Me decepcionó que la canción se interrumpiera antes de mi línea favorita".
Un número de revisores tenía un problema con "Do They Know It's Christmas?" está situado en un refugio para desamparados; tanto Hyman y West llamaron una "elección extraña", y Slezak dijo que "luchó" con la ubicación. Chaney llama la letra "condescendiente", y encontró la yuxtaposición de las caras sonrientes de los cantantes y la frase "encuentro mortal"  lo que para él fue como "raro". La canción en sí fue dado buenas notas: Hyman lo llamó "el mejor rendimiento" del episodio porque "cada uno trajo algo especial para él", y Futterman dijo que New Directions "rebajo la emoción del original de una tapa vocal adecuada". Tanto Slezak y West le dieron un "B +", y  declararon que "cantaron asombroso" .

## Comercialización
Ocho canciones fueron interpretados en el capítulo y una canción original que fue lanzada como sencillo, solo se estrenó en Estados Unidos y Canadian top 100 : "Do They Know It's Christmas?" debutó en los Estados Unidos en el número noventa y dos en el Billboard Hot 100, y en el número ochenta y cinco en el Billboard Canadian Hot 100. El álbum Glee: The Music, The Christmas Album Volume 2, que había sido puesto en lanzamiento en los Estadoa Unidos el 15 de noviembre de 2011, fue el origen de ocho de las nueve canciones de sólo "My Favorite Things" no fue incluida en ese álbum y se trasladó hasta el número trece en el Billboard 200 en esa misma semana, en el quinto en esa carta, después de haber sido número diecinueve de la semana anterior, a pesar de que originalmente debutó en el número seis.